# Qix
Qix – komputerowa gra akcji wydana i stworzona przez firmę Taito na automaty w 1981 roku. Głównym celem gry jest zajęcie poprzez ogradzanie jak największej części pola gry. Na początku rozgrywki pole to jest pustym, dużym prostokątem, po którym poruszają się przeciwnicy przypominający śmigła.
Gra Qix doczekała się portów na Atari 5200 i 8-bitowe komputery Atari, a w późniejszych latach także na Commodore 64, DOSa, Amigę, Apple II, Game Boya, Nintendo Entertainment System i Atari Lynx.

## Rozgrywka
Gracz kontroluje pisak, który porusza się po zewnętrznych ścianach prostokąta w czterech kierunkach, przyciśnięcie jednego z przycisków kierunkowych powoduje rysowanie linii, jeżeli gracz narysuje zamkniętą figurę to przejmuje on część pola gry. Gracz przechodzi na następny poziom jeżeli uda mu się przejąć 75 procent całego pola gry, procent posiadanego pola jest wyświetlany przez całą grę na górze ekranu.
Gracz traci życie, gdy dotknie niedokończonej linii lub przeciwnika, dodatkowo jeżeli przeciwnik zetknie się z rysowaną właśnie linią to ta zaczyna stopniowo się palić, jeżeli płomienie dotrą do gracza, zanim ukończy on rysowania to traci życie. Gracz nie posiada żadnej broni, którą można zniszczyć przeciwnika, jedynym sposobem na ich unikanie jest odpowiednie manewrowanie pisakiem.
Po ukończeniu dwóch rund, zwiększa się poziom trudności, wrogów jest więcej i są oni szybsi.

## Kolejne części
Qix II – Tournament z 1982 roku, to wersja oryginalnego Qixa, z nową paletą kolorów, a także z dodaną możliwością zdobycia dodatkowego życia gdy zajmie się więcej niż 90 procent ekranu.
Super Qix został wydany w 1987 roku, inny sequel o nazwie Twin Qix, był gotowy do produkcji, jednak ostatecznie nie został wydany. Gra Volfied, znana także jako Ultimate Qix na Sega Mega Drive lub Qix Neo na PlayStation, została wydana jako sequel oryginalnej gry Qix, wydano także porty na telefony komórkowe.
W 1999 roku port gry z konsoli Game Boy Color został wydany jako Qix Adventure. Ta wersja posiadała tryb przygodowy. Wersja z konsoli Game Boy została wydana przez Nintendo.
9 grudnia 2009 roku, Taito wydało ulepszoną wersję oryginalnego tytułu nazwaną Qix++.

## Odbiór
Redakcja magazynu Electronic Games w 1983 roku uznała, że wersja gry Qix na automaty "Zachwyciła świat gier komputerowych kolorystyką i ciekawym designem i niemal natychmiast wspięła się na szczyty list przebojów.". Popularność gry szybko jednak spadła, pracownik firmy Taito Keith Egging stwierdził, że "Koncepcja gry Qix jest zbyt tajemnicza dla graczy... Nie da się jej opanować i dlatego gra z biegiem czasu zaczęła blaknąć."